# Повітряний мисливець
Повітряний мисливець (англ. Storm Catcher) — американський бойовик 1999 року.

## Сюжет
Джека Голловея — відважного пілота на прізвисько «Повітряний Мисливець» — звинуватили в державній зраді і крадіжці надсекретної зброї. Спритно сфабриковане звинувачення позбавило його волі, і тільки ризикована втеча дозволила йому знову опинитися на свободі. За допомогою вірного друга Джек нападає на слід зрадників, навіть не підозрюючи, жертвою якої жахливої змови він став. Відчайдушний сміливець повинен пройти через випробування, щоб викрити зрадників і повернути своє чесне ім'я.

## У ролях
- Дольф Лундгрен — майор Джек Голловей
- Містро Кларк — капітан «Спаркс» Джонсон
- Джон Пеннелл — капітан Лукас
- Роберт Міано — генерал Вільям Джейкобс
- Івонн Зіма — Ніколь Голловей
- Кайлі Бекс — Джесіка Голловей
- Джоді Джонс — сержант Макгаррі
- Роберт Глен Кіт — сержант Стенлі
- Ентоні Гікокс — агент Лод
- Кімберлі Дейвіс — агент Лок
- Руді Меттья — командос
- Берт Гудман — старий
- Андреа Радутою — Хевенс
- Філ Калотта — командос 1
- Марк Деласандро — командос 2
- Меттью Р. Андерсон — командос 3
- Тревіс МакКенна — велика людина
- Ернест Харден молодший — вартовий
- Роджер Клінтон — контролер польотів
- Лаура Кім — репортер
- Девід Фабріціо — SP Дуглас
- Бін Міллер — доктор
- Беррі Морріс — вартівник ангара

в титрах не вказані
- Скотт Леві — командос
- Ерік Мелстад — командос